# Lac Faribault
Pour les articles homonymes, voir Faribault.
Le lac Faribault est un plan d'eau douce du territoire non organisé de Rivière-Koksoak, au Nunavik, dans la région administrative du Nord-du-Québec, au Québec, au Canada.

## Géographie
Les bassins versants voisins du lac Faribault sont :
- côté nord : rivière Arnaud, lac Tasialujjuaq ;
- côté est : rivière Saint-Fond, lac Guenyveau ;
- côté sud : lac Tasiataq, rivière aux Feuilles ;
- côté ouest : lac La Potherie.

Couvrant une superficie de 248 km² ce lac est dans la partie nord de péninsule d'Ungava, entre la rivière Arnaud et la rivière aux Feuilles. D'une longueur de 39,6 km et d'une largeur de près de 11,0 km, ce lac difforme comporte une centaine d'îles, de presqu'îles et de baies.
Son embouchure est situé au sud-est du lac. Son émissaire est la rivière Péladeau.

## Toponymie
La variante autochtone de cet hydronyme est "Ikurtuujaq".
Officialisé en 1945, cet hydronyme évoque l'œuvre de vie de Georges-Bernard Faribault (1866-1904). Faribault a exercé le rôle d'assistant-chirurgien lors de l'expédition dirigée par le géologue Albert Peter Low dans la région de la baie d'Hudson en 1903-1904. Low avait été chargé par le gouvernement fédéral d'effectuer des relevés topographiques de la section septentrionale de la baie d'Hudson, ainsi que de l'est de l'archipel arctique. L'objectif du gouvernement fédéral était de réaffirmer la souveraineté canadienne sur ces territoires nordiques.
L'expédition de Low quitta le port d'Halifax (Nouvelle-Écosse) à bord du navire baptisé "Neptune". Peu après le départ de l'expédition, le docteur Faribault manifeste de légers signes de démence. Son état de santé mentale et physique empirera progressivement jusqu'à son décès, survenu à Fullerton Inlet, à la baie d'Hudson.
Le toponyme "Lac Faribault" a été officialisé le 5 décembre 1968 à la Banque des noms de lieux de la Commission de toponymie du Québec.